# Rudi Hoogvliet

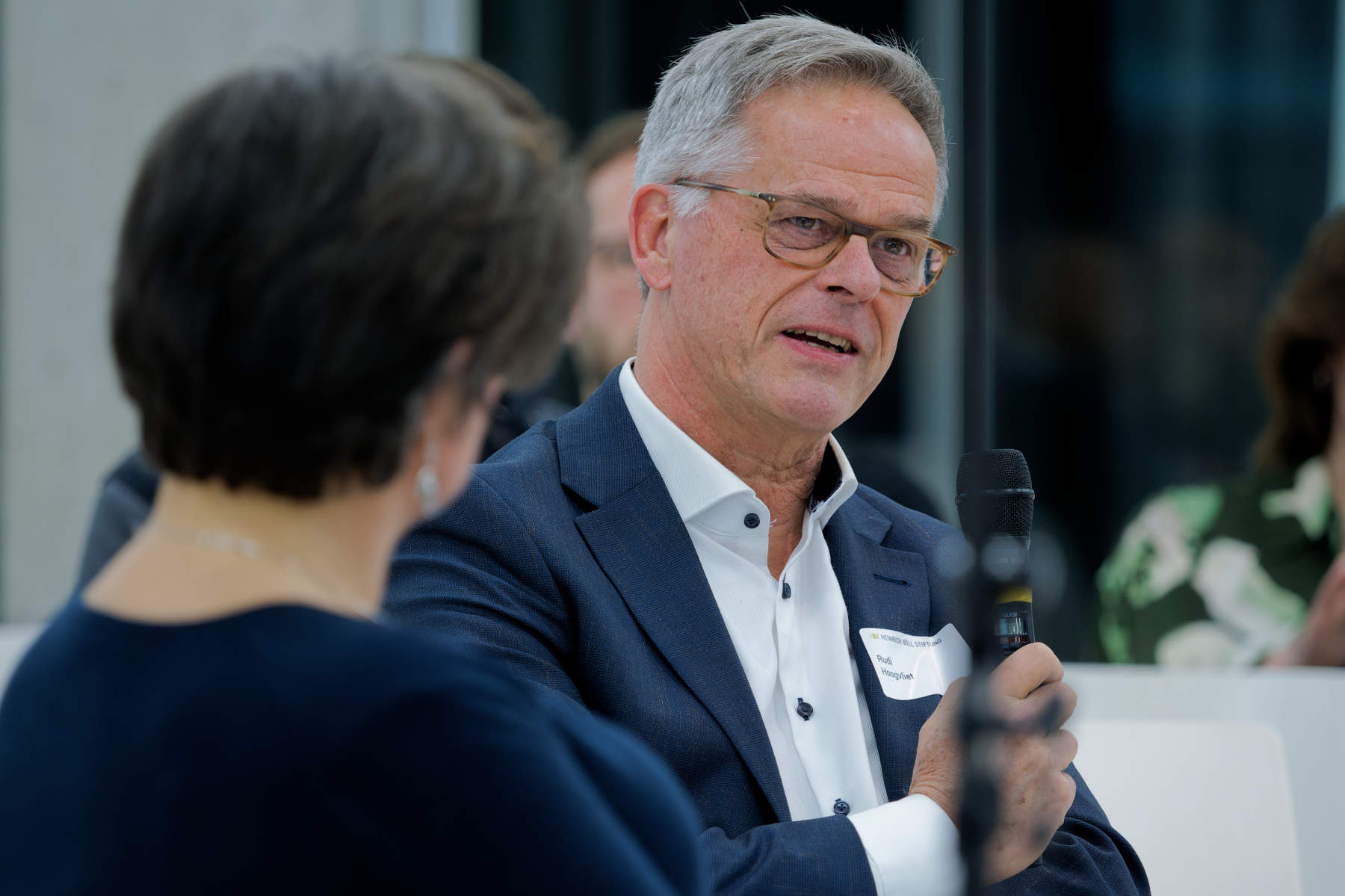
Rudi Hoogvliet, 2024

Rudolf „Rudi“ Hoogvliet (* 18. August 1958 in Vlissingen) ist ein deutscher Politiker (Bündnis 90/Die Grünen). Seit Mai 2021 ist er baden-württembergischer Staatssekretär für Medienpolitik und Bevollmächtigter des Landes Baden-Württemberg beim Bund.

## Leben
Hoogvliet ist gebürtiger Niederländer und wurde in Deutschland eingebürgert. Er studierte Politikwissenschaft und Pädagogik in Stuttgart. 
Er gehörte 1983 zu den Organisatoren der Menschenkette von Stuttgart nach Neu-Ulm. Zunächst war er als Büroleiter einer Agentur tätig. 1989 wurde er in den Landesvorstand von Bündnis 90/Die Grünen Baden-Württemberg gewählt. Am Anfang der 1990er-Jahre war er Vorstandssprecher der baden-württembergischen Grünen. Danach übernahm Hoogvliet von 1993 bis 2011 als Mitarbeiter die Zuständigkeit für die Öffentlichkeitsarbeit der Landtagsfraktion. 1996 organisierte er den Wahlkampf von Rezzo Schlauch bei der Oberbürgermeisterwahl in Stuttgart. 2002, 2005 und 2009 unterstützte er die Grünen als Wahlkampfmanager im Bundestagswahlkampf. Anschließend war Hoogvliet von 2011 bis 2021 Regierungssprecher für die Kabinette Kretschmann I und II. In diesem Amt folgte ihm Arne Braun nach.
Im Kabinett Kretschmann III ist er seit dem 12. Mai 2021 Staatssekretär für Medienpolitik im Staatsministerium und Bevollmächtigter des Landes Baden-Württemberg beim Bund mit Stimmrecht in der Landesregierung.